# Khenpo Kartse
Khenpo Kartse, auch Karma Tsewang, ist ein tibetischer buddhistischer Abt aus dem Japa Kloster in Nangchen, Kham in Qinghai, der dort am 6. Dezember 2013 von chinesischen Sicherheitskräften festgenommen worden ist und als politischer Gefangener galt. Seine Inhaftierung erreichte große internationale Aufmerksamkeit von Menschenrechtsorganisationen. Khenpo Kartse wurde am 4. Juni 2016 aus der Haft entlassen. 

## Leben und Wirken
Khenpo Kartse hat sich insbesondere für die tibetische Kultur, Sprache und Religion eingesetzt. Nach dem Erdbeben in Gyêgu, auch Jyekundo, 2010 hat er z. B. Erste-Hilfe-Teams zur Unterstützung der Betroffenen zusammengestellt. Tibet-Unterstützer sagen, der Abt sei am 6. Dezember 2013 wegen seines sozialen Engagements festgenommen worden. Offiziell wirft die chinesische Justiz ihm jedoch „Staatsgefährdung“ vor. Laut seinem Anwalt ist der Gesundheitszustand des tibetischen Abts kritisch und hat sich durch die unwürdigen Haftbedingungen über die letzten Monate massiv verschlechtert. Am 17. Oktober 2014 berichtete Radio Free Asia, dass Khenpo Kartse in einem geheimen Prozess zu zweieinhalb Jahren Haft verurteilt worden sei.
Kurz  nach seiner Verhaftung hatten bis zu 600 Mönche und Bewohner in Nangchen, Kham, für die sofortige Freilassung von Khenpo Kartse protestiert. Innerhalb weniger Tage sind 16 Tibeter von der chinesischen Polizei festgenommen worden. Ein weiterer großer Protest erfolgte am 6. Februar 2014, zur Zeit des fünftägigen Gebetsfests (Monlam). Wieder fanden sich in Nangchen Mönche und Zivilisten zu einem Sitzprotest zusammen. Die chinesischen Behörden hatten den Protestierenden versichert, ihnen Informationen über den Gesundheitszustand Khenpo Kartses mitzuteilen. Die von den chinesischen Sicherheitskräften festgenommenen Mönche wurden wieder freigelassen.
Tibet-Organisationen setzten nach seit seiner Festnahme unter anderem mit Petitionen für seine sofortige Freilassung ein.    In einem offenen Brief riefen Menschenrechtsorganisationen am 11. August 2015 die ständigen Vertreter der Mitglieds- und Beobachterstaaten im UN-Menschenrechtsrat unter anderem dazu auf, den tibetischen Mönch aus der Haft zu entlassen.
Khenpo Kartse wurde am 4. Juni 2016 freigelassen. In einem Gedicht brachte er seine Dankbarkeit für alle, die sich für seine Freilassung eingesetzt haben, zum Ausdruck. Doch auch nach seiner Entlassung aus der Haft steht er weiterhin unter strenger Beobachtung und darf vorerst nicht in sein Kloster zurückkehren.